# Power (datorsystem)
Power är det nya[när?] namnet på System i och System p från IBM.
Tidigare var System p (fd. RS/6000) IBM:s Unix-system som körde AIX och System i (fd. AS/400) var minidatorsystemen som körde i5/OS.
I mars 2008 slogs de båda hårdvarulinjerna samman under namnet Power och man hänvisar till de nya maskinerna som IBM Power Systems. Powerhårdvara kör IBM:s POWER-processor och kan förutom AIX och i5/OS också köra Linux.
När System i och System p slogs ihop ändrades också namnet på i5/OS till bara i.

## Modeller (april 2008)
- Power 520 - upp till quad core 4.2GHz POWER6
- Power 550 - upp till 8 kärnor på 3.5 eller 4.2GHz POWER6
- Power 570
- Power 575 - klusternod med upp till 32 4.7GHz POWER6kärnor per nod (448 kärnor per frame)
- Power 595 - upp till 64 kärnor med 4.2 eller 5.0GHz POWER6, upp till 600 PCI-X (64bit/133MHz) kortplatser och 4TB RAM